# Ґец Лев Львович
Ле́в (Леон) Льво́вич Ґец (13 квітня 1896, Львів — 16 грудня 1971, Краків) — український графік і живописець, педагог, громадський діяч. Стрілець УГА.
Коли замість «Ґец» писали «Гец», жартома просив не робити «геци-комедії» з його прізвища («геца» на галицькому діалекті — жарт чи вибрик).

## Життєпис
Народився в багатодітній родині львівського друкаря. По закінченню нормальної школи батьки віддали його на курс декоративного малярства Львівської промислової школи. Невдовзі через матеріальну скруту був змушений покинути навчання на архітектурному відділенні школи та влаштувався працювати на підприємство відомого українського підприємця-будівничого й архітектора Івана Левинського. Побачивши, що Л.Ґец має хист до пластичних мистецтв, Левинський познайомив його з керівником мистецької школи Олексою Новаківським. Втім, перспективу художнього навчання юнака унеможливив початок Першої світової війни.
У 1915—1918 воював у лавах Українських Січових Стрільців, свої воєнні враження з того періоду виклав у мистецькому альбомі «Антологія січової творчості».
"Узяв в кишеню «шкіценбух», кілька кридок і олівців і з цим добром пішов на фронт… Тоді… появилися його перші рисунки й карикатури стрілецьких старшин… Люди згори звернули увагу на Ґеца. Стягнено його до коша, а там в «Пресовій кватирі» найшлася для нього робота. Протягом відносно короткого часу повстав прекрасний в свойому роді альбом «Антологія стрілецької творчости»,
 — писав про бойову молодість митця відомий мистецтвознавець Микола Голубець.
Графічні роботи Ґеца були високо оцінені на Виставці УСС 1918 року, яка відбулася в Національному музеї у Львові.
Під час Листопадового чину сотник Дмитро Вітовський вручив стрільцю Степану Паньківському, з яким були також стрільці Микола Коник, Лев Ґец, Зенон Русин та Микола Пачовський український національний прапор, який пошила дружина директора «Народної Торгівлі» Марія Лазарко і принесла до штабу Центрального Військового Комітету, і дав наказ закріпити його на шпилі Львівської ратуші, який було виконано.
Стрілець УГА, брав участь в польсько-українській війні 1918—1919. 2 листопада 1918 року в бою його було поранено в обидві ноги. Протягом 10 місяців лікувався, зокрема, у польському військовому шпиталі, після чого потрапив до табору інтернованих українських вояків Домб'є, звідки привіз ще один альбом рисунків і спогадів під назвою «Домб'є».
Від 1919 року — студент Краківської академії мистецтв, де навчався у Станіслава Дембіцького (малярство) та Яна Войнарського (графіка). Вже тоді його зацікавила архітектура Кракова, яка згодом стала темою багатьох художніх творів.
Брав участь у Весняній виставці Національного музею у Львові 1921 року.
У листопаді 1922 року став членом Гуртка Діячів Українського Мистецтва (ГДУМ). Брав участь у першій (1922), другій (1923) та третій (1924) виставках ГДУМ (на першій виставив понад 30 своїх робіт, на третій, яка відбувалася в Національному музеї у Львові, — 25).
Пройшов навчальний курс реставрації на базі створеної при Національному музеї у Львові реставраційної майстерні (започаткована Володимиром Пещанським і продовжена Михайлом Драґаном і Ярославою Музикою).
Закінчивши 1924 року академію, працював учителем рисунка у Сяноцькій гімназії ім. Королеви Софії. Його учнем був поет Богдан-Ігор Антонич.
Не залишав надій повернутися до Львова, тому в листі від 8 листопада 1927 року звертався до митрополита Андрея Шептицького (відомого мецената українського мистецтва) з проханням про аудієнцію. Не відомо, чи це прохання було задоволене.
Як авторитетний громадський діяч Лемківщини 1930 року заснував у Сяноці товариство «Лемківщина» та музей з такою ж назвою (1931). Для музею збирав і комплектував лемківський іконопис, предмети побуту, знаряддя сільськогосподарської техніки, твори народних промислів і мистецтва, документи і рукописи. Музеєм керував 14 років.
Лемківщині присвятив багато художніх творів.
4 лютого 1934 року у виставкових залах НТШ у Львові урочисто відкрили V виставку Асоціації Незалежних Українськиї Мистців (АНУМ), яка була презентацією творів Лева Ґеца. Зокема, в першому залі були представлені рисунки, що увійшли в альбоми 1915—1920 рр. — «Антологія стрілецької творчості» та «Домб'є».

### Життя на еміграції
Після Другої світової війни жив у Кракові, від 1950 року працював викладачем малюнка в Академії мистецтв. За 8 років замалював близько 500 старовинних архітектурних пам'яток Кракова, майданчиків, одвірків, балконів. Його малярські доробки позначені питомо оригінальним стилем.
До кінця життя співпрацював з українськими діячами мистецтва, науки і культури, зокрема з Олексою Стецяком, Іриною Добрянською, Іваном Красовським.

Після падіння ПНР одне з україномовних видань Польщі оприлюднило оперативний рапорт, складений ІІІ Відділом UB (польська спецслужба) у Кракові і датований 1959 роком: 
«Ґец служив у Січових Стрільцях сержантом. Під Львовом був поранений, і українські націоналісти визнають його героєм, що боровся за Самостійну Україну, тепер його називають українським послом у Кракові, і кажуть, що в Кракові він має свою Україну…».

## Твори
Автор понад 3500 малюнків, акварелей, картин, дереворитів:
- «Нужда» (1928)
- «Водонос» (1930)
- портрет «Українка»
- портрет «О. Новаківський»
- дереворит «Портрет Митрополита»[10].

З них 150 картин і 15 дереворитів присвячено Лемківщині.
1917 року спільно з молодим поетом Василем Бобинським виготовив велику «Антологію УСС». Ця помітна праця рукописно розписана на зразок старовинних книг.
Під враженням перебування в Києві (1969) створив ескізи «Золоті ворота», «Будинок Т.Шевченка».
Видав альбом про Краків і хотів зробити щось таке про Київ чи Львів.
Як писав історик мистецтва Сергій Білокінь, краківське помешкання Ґеца «було доверху заповнене всіляким мистецьким майном, що накопичилось у нього протягом десятиліть. Він не знав, куди його подіти… Писав листи, зокрема до Василя Касіяна, прохав дозволу приїхати. Дозволу він не одержав, не захотіли взяти і його мистецьку спадщину».

## Місце поховання

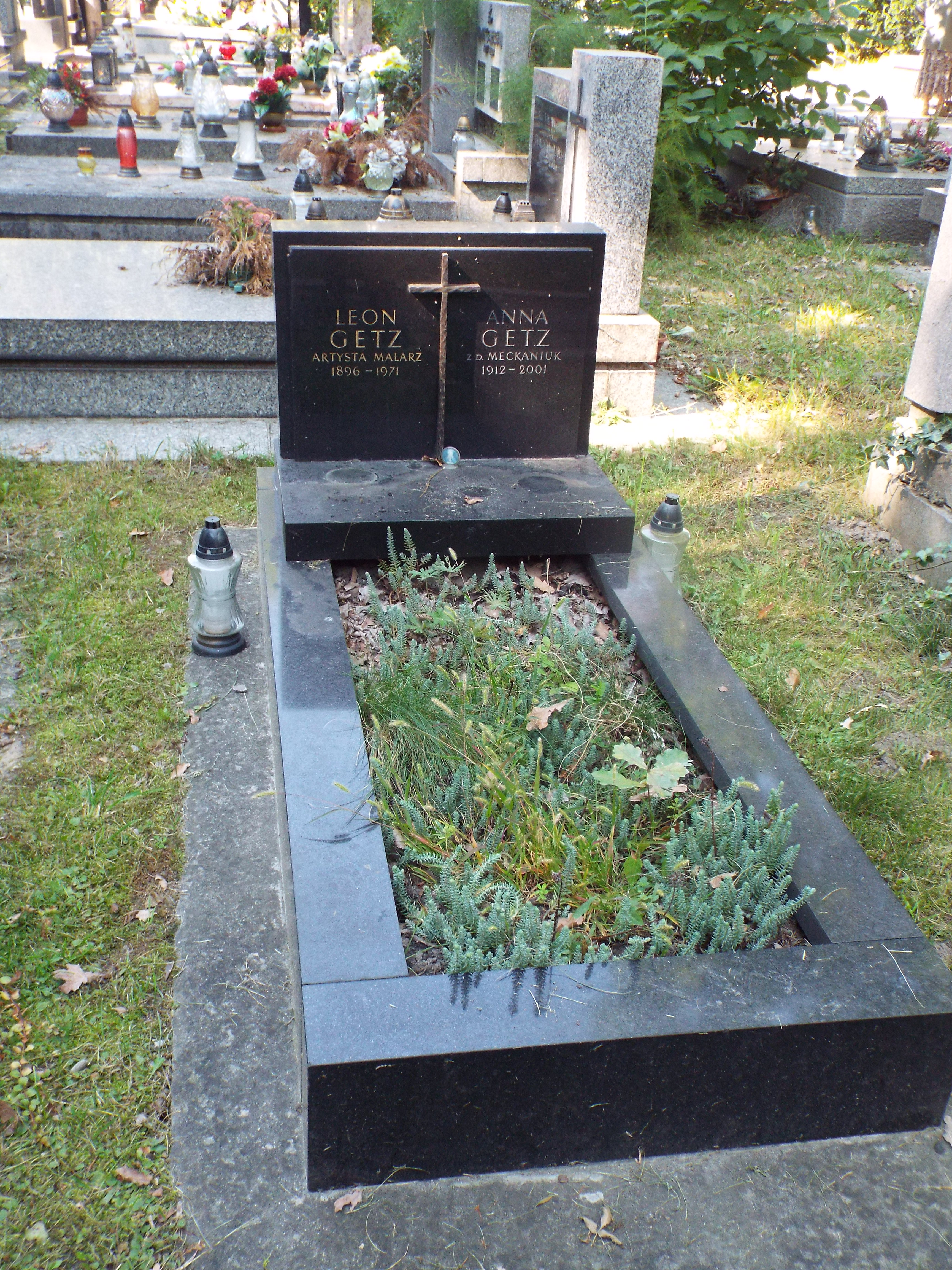
Поховання Лева Ґеца. Краків. Раковицький цвинтар. Фото 2021 р.

Похований разом з дружиною Анною Ґец, уродженою Меканюк (1912—2001) у Кракові на Раковицькому цвинтарі, поле 69а, 4 ряд, правий бік (50.075852°, 19.947850 [Архівовано 25 вересня 2021 у Wayback Machine.]).

## Вшанування пам'яті
У Львові іменем Лева названа вулиця Ґеца в Залізничному районі Львова.